# Meliatikum

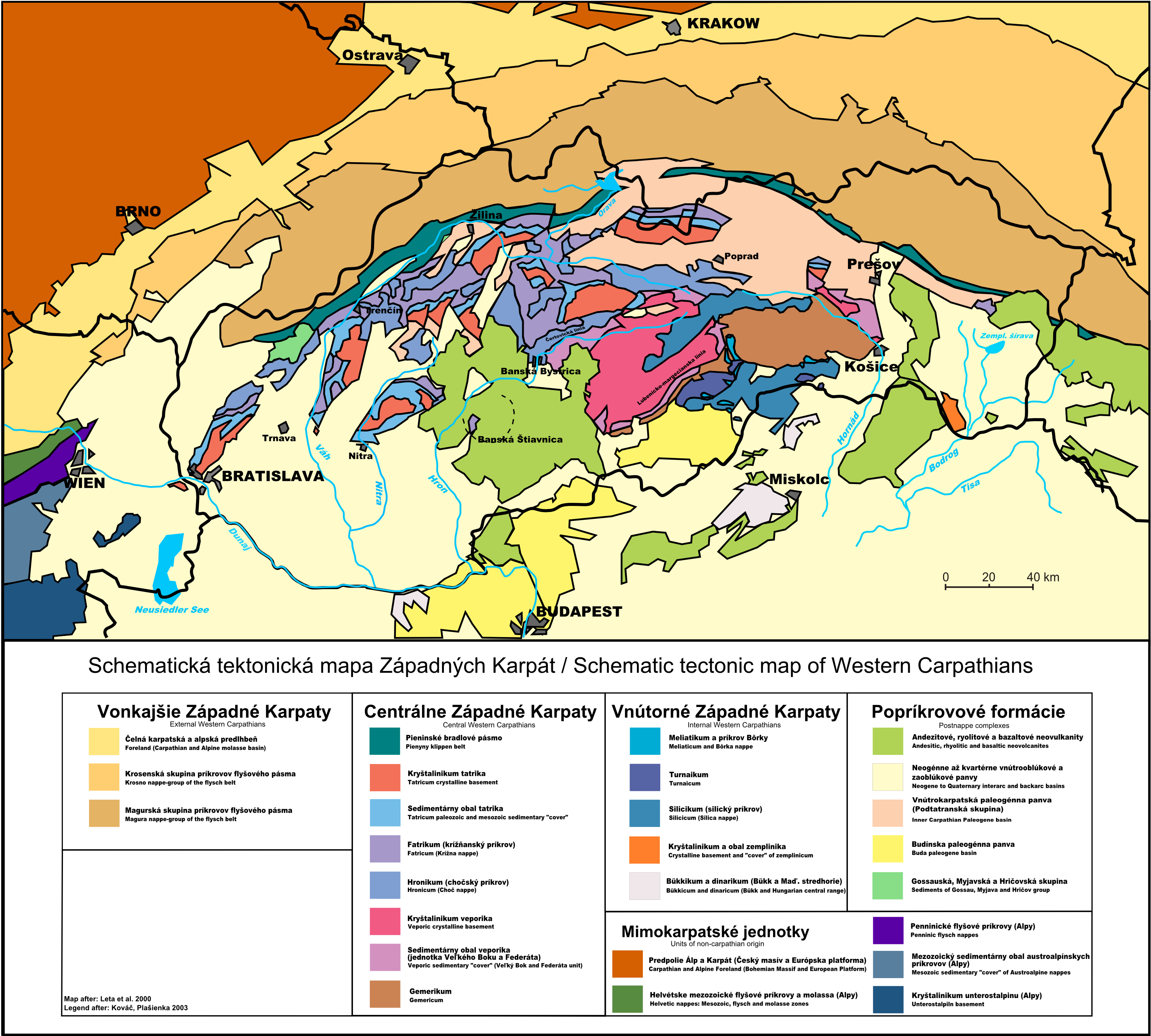
Tektonická mapa Západních Karpat

Meliatikum je tektonická superjednotka Západních Karpat. Je suturou po uzavření Meliatského oceánu. Horninové soubory vytvářející meliatikum tvoří několik celků příkrovového charakteru.

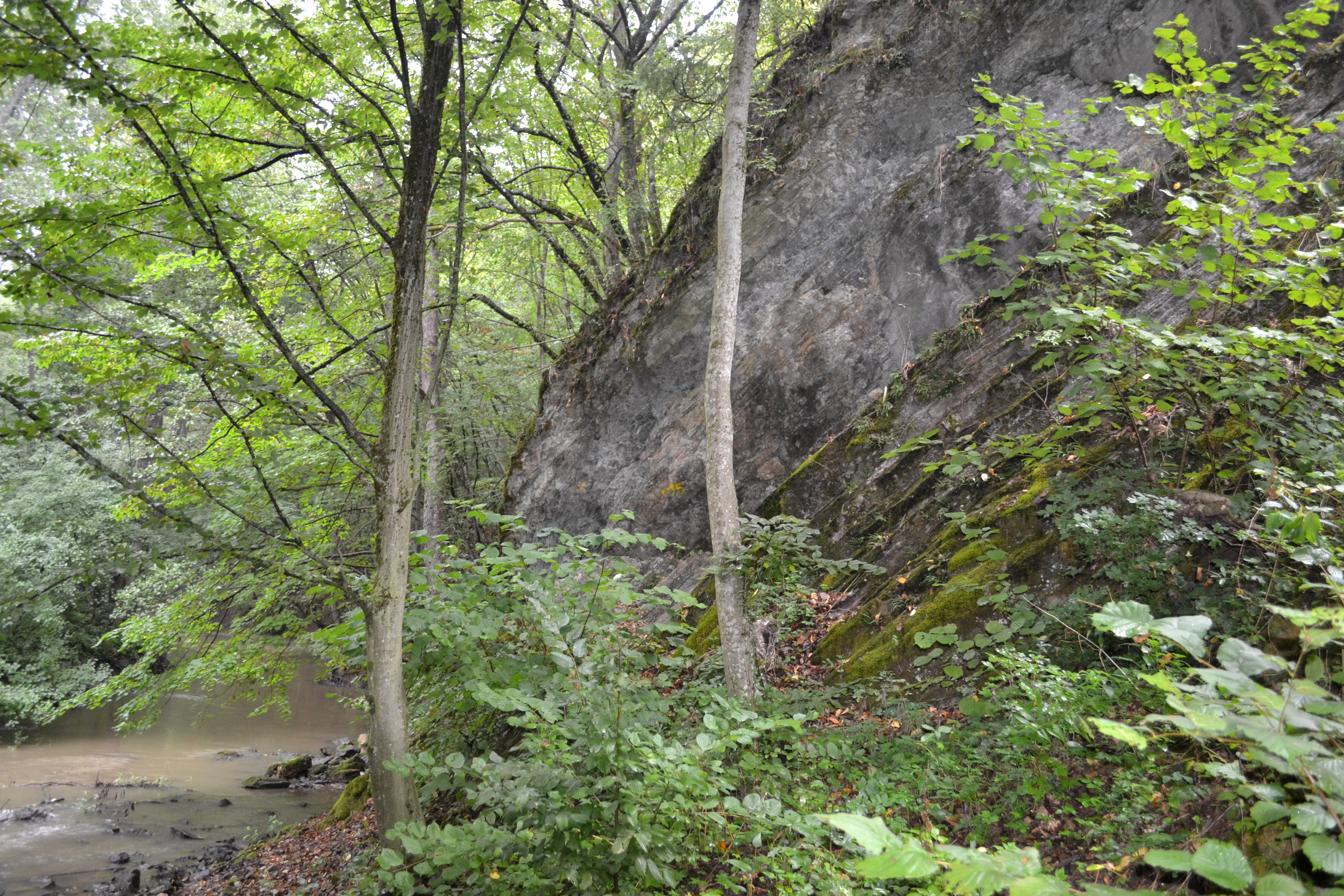
Meliatsky profil blízko obce Meliata

 Jejich část vystupuje v tektonických oknech pod příkrovy silicika a turnaika v Slovenském krasu. Tato část je označována jako meliatská jednotka, ale další se nacházejí i v Maďarsku a Rakousku. Jaklovská jednotka a příkrov Bôrky, které jsou považovány za součást meliatika jen v širším smyslu, leží v gemerském pásmu.
Obsahem meliatika je zejména triasovo-jurský akreční oceánický komplex.
Název Meliatikum je odvozen podle výskytu blízko obce Meliata v okrese Rožňava. Termín se používá od roku 1973, kdy Heinz Kozur a Rudolf Mock vyčlenili meliatskou sérii jako zvláštní jednotku s vývojem odlišným od gemerika, ke kterému byla původně řazena. Rekonstrukce původní pozice jednotky je v důsledku destrukce sedimentárních sekvencí komplikovaná.

## Tektonická stavba
Názory na členění meliatika nejsou jednotné. Někteří autoři vyčleňují v meliatiku dvě jednotky - příkrov Bôrky, který přošel vysokotlakovou metamorfózu a meliatskou jednotku, jejíž části prošly slabou nebo zanedbatelnou přeměnou. Další vědci dělí příkrov Bôrky na dvě části, z nichž jednu přiřazují k meliatské jednotce. Někteří autoři příkrov Bôrky přičleňují ke gemeriku. Ostatní vyčleňují navíc i samostatnou jaklovskou jednotku (slabě metamorfované horniny subdukční melanže) a ofiolitovou formaci údolí Bodvy..
Části meliatika stratigraficky patřící do oblasti Meliatského oceánu jsou:
- příkrov Bôrky - má přechodné znaky mezi gemerikem a meliatikem. Prošel vysokotlakovou (subdukční) metamorfózou do facie modrých břidlic. Na rozdíl od zbytku meliatské jednotky obsahuje i svrchněpermské horniny bučinského a jasovského souvrství. Vrchní část podobnou meliatské jednotce tvoří:
  - modré břidlice hačavské formace.
  - spilitizované bazalty, slabě nebo vůbec nepostižené přeměnou, tvoří například jaklovskou jednotku s typickými bazalty typu N-MORB.

Do struktury příkrovu byly inkorporovány kromě součástí, vývojově spojených s Meliatským oceánem i starší formace, označované jako spodní komplex nemeliatskeho původu. Tvoří jej fylonitizované amfibolity a ruly v blízkosti obce Rudník; přeměněné permské klastické sedimenty, místy s pyroklastiky a bazickými metapyroklastiky v Nižnoslanské depresi a Slovenském krasu (oblast Jasova, Hačavy a Medzeva).
- meliatská jednotka, (chápaná též jako meliatikum v užším smyslu) slabě metamorfovaná jurská až spodněkřídová melanž, obsahující olistostroma a zbytky ofiolitů. Tvoří je břidlice a flyšové turbidity s olistolity radiolaritů, bazaltů a vápenců[6], kterou zasáhla nízkoteplotní a nízkotlaková metamorfóza (250–350 °C a 3–6 kbar). Melanž obsahuje rozličné bloky, které vznikly při různých teplotně-tlakových podmínkách (facie modrých břidlic, pumpellytovo-aktinolitová a facie zelených břidlic).[7]